# Hipódromo Garrison Savannah
El Hipódromo Garrison Savannah (en inglés: Garrison Savannah Racetrack) se localiza en el país caribeño de Barbados, se trata de un centro para carreras de caballos ubicado en el área histórica de Garrison, en las afueras de la capital nacional, la ciudad de Bridgetown. Una pista que sigue las agujas del reloj y es de hierba, el Garrison Savannah es conocido internacionalmente por la Copa anual de oro de Barbados para los pura sangre que tiene lugar en la pista alrededor del perímetro. El circuito también es sede de la serie anual de la Triple Corona de Barbados.